# Transformada
En matemàtiques, una transformació o transformada pot ser qualsevol funció que fa correspondre un conjunt X en un altre conjunt o en ell mateix. Sovint, el conjunt X té alguna estructura algebraica o geomètrica addicional i el terme "transformació" fa referència a una funció de X en ell mateix que conserva aquesta estructura.
Els exemples inclouen transformacions lineals i transformacions afins, rotacions, reflexions i translacions. Aquestes es poden fer en l'espai euclidià, especialment en dimensions 2 i 3. Són també operacions que es poden executar utilitzant àlgebra lineal, i es descriuen explícitament usant matrius.

## Translació
Una translació, o operador de translació, és una transformació afí de l'espai euclidià que mou tots els punts per una distància fixa en la mateixa direcció. També es pot interpretar com l'addició d'un vector constant a tots els punts, o com canviar l'origen del sistema de coordenades. En altres paraules, si v és un vector fix, llavors la translació Tv es defineix com Tv(p) = p + v.
Consideri's un punt P(x, y) al pla corresponent. Ara els eixos es canvien dels eixos originals cap a una posició situada a una distància (h,  k), i això són els eixos de referència corresponents. Ara l'origen (eixos previs) és (x, y) i el punt P és (X, Y) i per això les equacions són: 
X = x − h o x = X + h o h = x − X
i
Y = y − k o y = Y + k o k = y − Y.
Reemplaçant aquests valors o utilitzant aquestes equacions en l'equació respectiva s'obté l'equació transformada o eixos de referència nous, o els eixos de referència vells, per als punts del pla.

## Reflexió
Una reflexió és una aplicació que transforma un objecte en la seva imatge especular respecte a un "mirall", que és un hiperplà de punts fixos en la geometria. Per exemple, una reflexió de la lletra «p» respecte d'una línia vertical semblaria una «q». Per reflectir una figura plana es necessita que el "mirall" sigui una recta (eix de reflexió o eix de simetria), mentre per a reflexions en l'espai tridimensional s'utilitzaria un pla (el pla de reflexió o simetria). La reflexió es pot considerar com el cas restrictiu d'inversió circular, on el radi del cercle de referència augmenta fins a l'infinit.
La reflexió es considera que és un moviment oposat, ja que canvia l'orientació de les figures que reflecteix.

## Reflexió de lliscament

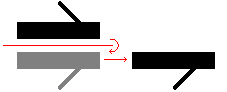
Exemple d'una reflexió de lliscament

Una reflexió de lliscament és un tipus d'isometria del pla euclidià: la combinació d'una reflexió en una línia i una translació al llarg d'aquella línia. Si s'inverteix l'ordre d'aquests dos moviments, s'obté el mateix resultat. Depenent de context, podem considerar una reflexió simple (sense translació) com un cas especial on el vector de translació és el vector nul.

## Rotació
Una rotació és una transformació que es realitza "fent girar" l'objecte al voltant d'un punt fix, conegut com el centre de rotació. Pot girar l'objecte una quantitat qualsevol de graus, però 90° i 180° són dos dels valors més comuns. Per convenció, les rotacions es realitzen en el sentit contrari de les agulles del rellotge.

## Escalat
L'escalat uniforme és una transformació lineal que amplia o disminueix la grandària dels objectes; el factor de reducció és el mateix en totes les direccions; també s'anomena una homotècia o dilació. El resultat d'escalat uniforme és semblant (en el sentit geomètric) a l'original.
Més general és un escalat amb un factor de reducció separat per a cada eix; un cas especial és l'escalat direccional (en una direcció). Les formes no alineades amb els eixos poden estar subjectes a cisalla (vegeu més avall) com a efecte secundari: encara que es conservin els angles entre rectes paral·leles als eixos, els altres angles no es conserven.

## Cisalla
Cisalla és una transformació que fa girar un sol eix de manera que els eixos resultants ja no siguin perpendiculars. Sota l'efecte de la cisalla, un rectangle es converteix en un paral·lelogram, i una circumferència es converteix en una el·lipse. Fins i tot si les línies paral·leles als eixos es queden amb la mateixa llargada, altres no ho fan. Com a aplicació del pla, pertany a la classe d'aplicacions que conserven l'àrea.

## Generalització
Més generalment, una transformació és una funció matemàtica. Una transformació pot ser una funció invertible des d'un conjunt X a si mateix, o de X a un altre conjunt Y. L'elecció del terme «transformació» pot simplement indicar que hom vol considerar els aspectes més geomètrics (per exemple, amb atenció als invariants).
| Abans | Després |
| Abans | Després |